# Passiflora guazumifolia
Passiflora guazumifolia là một loài thực vật có hoa trong họ Lạc tiên. Loài này được Jacq. mô tả khoa học đầu tiên năm 1801.